# Музей под открытым небом (Нахичевань)
Нахичеванский Музей под открытым небом (азерб.  — Naxçıvan Açıq Səma Altında Muzey) — музей истории, археологии и этнографии под открытым небом в Азербайджанском городе Нахичевань (Нахичеванской Автономной Республики) в парке Аджеми.

## История
Музей под открытым небом в Нахичеване был основан в 2002 году на основе распоряжения Председателя Верховного Меджлиса Нахичеванской Автономной Республики Васифа Талыбова от 11 июля 2002 года. Музей располагается на территории, занимающей около 3 гектара. Основная цель создания музея под открытым небом - охрана здесь находящихся монументов. При создании в музее имелось 80 экспонатов, число которых в настоящее время около 400.

### Экспозиция
На территории музея находится Мавзолей Момине хатун, основанный в XII веке. Основными экспонатами музея являются Каменные изваяния баранов, которые датируются XVI—XVII вв. На территории музея их насчитывается около больше 230. Также среди экспонатов имеются надгробные камни, на которых изображены рисунки отражающие профессию, род деятельности умершего. В надмогильных камнях также можно встретить
Кроме того, в фонд музея входят некоторые фигуры из камня, древние каменные надписи, надгробия и колонны. Также в музее хранятся надгробия с надписями, привезенные из Гямигая, относящиеся к периоду бронзового века.
В экспозиции музея находятся жернов, весом 5 тонн, привезённый их окретсностей крепости Алинджа в Джульфе, каменные памятники, привезённые из Ордубада, на которых имеются надписи из Корана и т. д.